# The Flying Squad (1929)
The Flying Squad é um filme mudo do gênero policial produzido no Reino Unido e lançado em 1929.